# Ependes (Fribourg)
Ependes is een gemeente en plaats in het Zwitserse kanton Fribourg, en maakt deel uit van het district Saane/Sarine.
Ependes telt 1049 inwoners.